# Шашиашвили, Георгий
Гео́ргий Шашиашви́ли (груз. გიორგი შაშიაშვილი; 1 сентября 1979, Тбилиси, Грузинская ССР, СССР) — грузинский футболист, защитник. Выступал за национальную сборную Грузии.

## Карьера

### Клубная
Начал заниматься футболом в клубе «Глобус», первый тренер — Георгий Майсурадзе. Когда Шашиашвили было 16 лет он попал в дубль тбилисского «Динамо», в котором работал Давид Кипиани. Всего за «Динамо» отыграл 7 сезонов, из них четыре года кряду Георгий был капитаном «Динамо». За «Динамо» сыграл 163 матча и забил 4 гола. Также выступал за «Кодако» и ТГУ. После попал в российскую «Аланию». В основной состав не смог пробиться и отправился в аренду в тбилисское «Динамо».
В мае 2006 года перешёл в одесский «Черноморец» на правах свободного агента. В чемпионате Украины дебютировал 21 июля 2006 года в матче против киевского «Динамо» (4:1). Вторую половину сезона 2006/07 провёл в тбилисском «Динамо». Летом 2007 года перешёл в австрийский «Штурм» из города Граца, подписав двухлетний контракт. В команде стал основным игроком. В клубе играл вместе с другим грузином Ильёй Канделаки, вместе с ним он мог оказаться в немецком «Вердере».
Летом 2009 года перешёл в греческий «Эрготелис», подписав двухлетний контракт. В чемпионате Греции дебютировал 22 августа 2009 года в матче против «Панатинаикоса» (0:3).

### В сборной
Выступал за юношескую и молодёжную сборную Грузии. С 2001 года выступает за национальную сборную Грузии.

## Достижения
- Чемпион Грузии: 1996, 1997, 1998, 1999, 2003, 2005, 2013
- Обладатель Кубка Грузии: 1996, 1997, 2003, 2004, 2013
- Обладатель Суперкубка Грузии: 1996, 1997, 1999, 2005